# Tania Díaz
Pour les articles homonymes, voir Diaz.
Tania Díaz est une journaliste et femme politique vénézuélienne, née le 18 juin 1963 à Caracas. Députée du Parti socialiste unifié du Venezuela (PSUV) pour le District capitale de Caracas, elle est ministre de la Communication et de l'Information du Venezuela en 2010.

## Biographie
Tania Díaz, de son nom complet Tania Valentina Díaz, naît à Catia, un quartier ouest de la capitale Caracas le 18 juin 1963. Elle a a été rédactrice en chef de l'agence Venpres, journaliste au journal El Correo, et plus récemment en 2012, à la chaîne de télévision nationale Venezolana de Televisión.
En 2010, elle est nommée ministre de la Communication et de l'Information du Venezuela en remplacement de Blanca Eekhout, mais dès le mois de juin, préfère occuper son siège de députée à l'Assemblée nationale. Elle est remplacée par Mauricio Rodríguez.
Le 2 février 2012, elle prête serment comme députée principale à l'Assemblée nationale du Venezuela, en remplacement de Cilia Flores devenue procureur général de la République,.